# Абдель Муним ат-Тахир аль-Хуни
Абдель Муним ат-Тахир аль-Хуни (араб. عبد المنعم الطاهر الهوني‎) — ливийский политик и военный. По званию — капитан. Был министром иностранных дел Ливийской Арабской Республики с 14 ноября 1974 года по 1 августа 1975 года. Один из 12 членов Совета революционного командования Ливии — главного органа власти, созданного революционерами после своего прихода к власти в 1969 году.